# Shepard (Alberta)
Pour les articles homonymes, voir Shepard.
Shepard est une communauté située dans la province d'Alberta, dans le sud-ouest.